# İskenderun (stad)
İskenderun (tot 1939 in het Turks: Iskenderiye, vroeger ook bekend als Alexandrette) is een havenstad met 159.149 inwoners in Turkije gelegen aan de gelijknamige golf. Het is tevens een van de 12 districten van de provincie Hatay. De stad is genoemd naar de stichter Alexander de Grote (in het Turks: Büyük İskender). De vroegere naam van de stad was dan ook Alexandrette. Gedurende de Romeinse tijd werd de stad ook wel Klein Alexandrië genoemd ter onderscheid van het grote Alexandrië in Egypte.
Het voormalige bisdom Alexandrette (Alexandria Minor) stond ook bekend als Cambysopolis.
Tot 1915 werd de streek vooral bevolkt door Armeniërs. Ten tijde van de nadering van Russische troepen vanuit de Kaukasus, werden de Armeniërs door de Jong-Turken gezien als veiligheidsrisico. Honderdduizenden Armeniërs werden opgejaagd naar de Syrische Deir Ez-Zor woestijn. Van de overlevenden kon een deel na 1918 terugkomen, toen het gebied als Alexandrette deel uitmaakte van het Franse mandaatgebied in het Midden-Oosten. In 1939 werd dit echter bij verdrag teruggegeven aan Turkije, waarna de Armeniërs naar de Libanon vluchtten.
İskenderun werd zwaar getroffen door de aardbeving in Turkije en Syrië op 6 februari 2023. 

## Geboren
- Sarkis Soghanalian (1929-2011), wapenhandelaar
- Erol Erdinç (1945), componist
- Yasin Özdenak (1948), voetballer
- Yunus Bulbul (1955), acteur, muzikant
- Nilüfer Çınar Çorlulu, schaker
- Uğur Şahin (1965), arts
- Selçuk İnan (1985), voetballer
- Simge Tertemiz (1988), model
- İsmail Köybaşı (1989), voetballer

- Biblioteca Nacional de España: XX6032800
- Bibliothèque nationale de France: cb13602399t (data)
- Gemeinsame Normdatei: 4457676-6
- Library of Congress Control Number: n85137291
- MusicBrainz: 5418cd11-cedb-4deb-a8fe-4170f614bd01
- National Archives and Records Administration: 10044262
- Nationale Bibliotheek van Israël: 987007564619305171
- Système universitaire de documentation: 190206594
- TDVİA: iskenderun
- Virtual International Authority File: 150161271

Adana · Ankara · Antalya · Aydın · Balıkesir · Bursa · Denizli · Diyarbakır · Gaziantep · Kayseri · Mersin · Istanbul · İzmir · İzmit · Konya · Şanlıurfa
Adapazarı · Antiochië (Antakya) · Erzurum · Eskişehir · Kahramanmaraş · Malatya · Manisa · Mardin · Muğla · Altınordu · Samsun · Tekirdağ · Trabzon · Van
Adıyaman · Afyonkarahisar · Ağrı · Akhisar · Aksaray · Alanya · Batman · Bolu · Çanakkale · Ceyhan · Çorlu · Çorum · Darıca · Derince · Düzce · Edirne · Elazığ · Erzincan · Gebze · Giresun · İnegöl · İskenderun · Isparta · Karabük · Karaman · Kırıkkale · Kırşehir · Körfez · Kütahya · Lüleburgaz · Nazilli · Niğde · Osmaniye · Rize · Siirt · Sivas · Tarsus · Tokat · Turgutlu · Uşak · Yalova ·  Zonguldak